# Isaac René Guy Le Chapelier

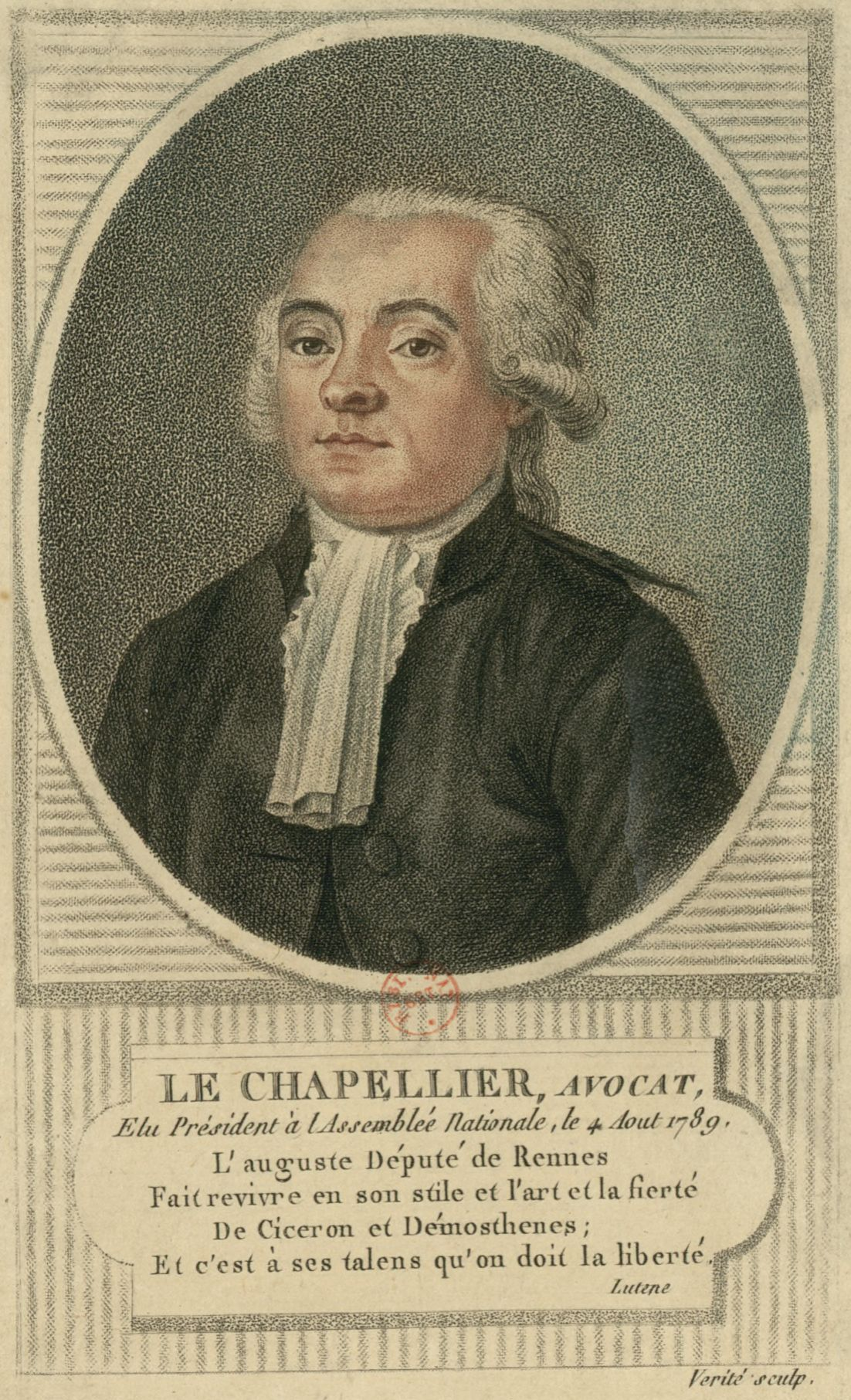
Isaac René Guy Le Chapelier.

Isaac René Guy Le Chapelier (* 12. Juni 1754 in Rennes (Département Ille-et-Vilaine); † 22. April 1794 in Paris) war ein Politiker während der Französischen Revolution.

## Leben
Isaac René Guy Le Chapelier wurde als Sohn eines Anwalts geboren. Er studierte in Rennes die Rechte und übte, wie sein Vater, den Beruf eines Anwalts aus.
Le Chapelier wurde vom Dritten Stand seiner Heimatstadt im Frühjahr 1789 zum Abgeordneten der Generalstände (États généraux) gewählt. Dort zählte er zu den führenden Männern des Dritten Standes. Gemeinsam mit Lanjuinais initiierte er die Gründung des Bretonischen Klubs, aus dem später der Jakobinerklub hervorging. Le Chapelier verfasste mit Barnave den Text des Ballhausschwurs und amtierte vom 3. bis 17. August 1789 als Präsident der Konstituante. Als Mitglied ihres Verfassungsausschusses hatte Le Chapelier erheblichen Anteil an der Ausarbeitung der Verfassung des 3. September 1791.
Le Chapelier schloss sich der „Verfassungspartei“ an. Er trat im Juni 1790 aus dem Jakobinerklub aus und in die „Gesellschaft von 1789“ ein. Am 14. Juni 1791 brachte er in der Konstituante das nach ihm benannte „Gesetz Le Chapelier“ ein. Wenig später schloss er sich dem Klub der Feuillants an. Le Chapelier versuchte vergeblich, die Royalisten für eine Revision der Verfassung des 3. September 1791 zu gewinnen. Ohne Erfolg stellte er sich Robespierres Antrag entgegen, die Mitglieder der Konstituante von der Wahl zur Legislative auszuschließen.
Nach der Auflösung der Konstituante im September 1791 übte Le Chapelier wieder seinen Beruf aus. Er reiste im Auftrag eines Klienten nach England. Nach seiner Rückkehr wurde er verhaftet und aufgrund seiner Reise nach England als Emigrant zum Tode verurteilt. Am 22. April 1794 wurde Isaac René Guy Le Chapelier in Paris enthauptet.

## Bibliographie
- 1790 – Opinion de M. Le Chapelier sur le droit de faire la paix et la guerre
- 1791 – Rapport fait par M. Le Chapelier, au nom du Comité de Constitution, sur la pétition des auteurs dramatiques, dans la séance du jeudi 13 janvier 1791, avec le décret rendu dans cette séance